# Escales 2001
Escales 2001 est une anthologie de dix-neuf nouvelles de science-fiction réunies par Sylvie Denis et publiée en octobre 2000.  
Le recueil paraît après deux autres recueils du même registre, Escales sur l'horizon et Escales 2000.

## Préface
- Auteur : Sylvie Denis
- Situation dans le recueil : p. 9 à 20

Les nouvelles sont précédées d'une préface intitulée : Science-Fiction 2001 : mort et renaissance du futur.
« (…) Je préfère les auteurs qui regardent les choses en face. Oser tenir le monde à distance, oser l'observer et dire « c'est ainsi que je le vois » — au risque d'affronter la critique — oser créer, jouer, inventer des possibles, autant pour faire réfléchir que pour divertir et amuser — c'est ce que j'attends de la Science-Fiction, et c'est ce qu'ont fait les auteurs réunis dans ces pages. (…) Dans les textes que vous allez lire, d'étranges animaux auront la parole, le big bang sera examiné sous toutes les coutures, des vaisseaux aux dimensions de planètes traverseront les gouffres étoilés, les eaux monteront sur la côte Atlantique, le bug de l'an 2000 aura plus ou moins lieu, des guerres éclateront, des gouvernements peu sympathiques prendront le pouvoir et des savants tenteront de déchiffrer des énigmes inscrites dans le sol d'autres planètes…et la World Company en prendra pour son grade, prouvant, si besoin est, qu'on peut encore regarder le présent en face, et jouer avec le futur, pour le plus grand plaisir des lecteurs. »
— Extraits de la préface, p. 19 et 20.

## Liste et résumés des nouvelles

### La Méridienne des songes
- Auteur : Jean-Jacques Nguyen [1]
- Situation dans le recueil : p. 23 à 83
- Résumé : La nouvelle est composée de dix sections. Les premières sections alternent deux récits mettant en scène des héros différents. Le premier récit concerne des extraterrestres, les Tengarus, qui voient eux-mêmes arriver des extraterrestres à proximité d'une de leurs cités. Trois humains sont avec eux, notamment Évangeline, adolescente de 16 ans, qui tente d'apprendre la langue des aliens. Le second récit concerne un vaisseau-spatial gigantesque (Le Linus) remis aux humains de la Terre par des extraterrestres ; ce vaisseau arrive à proximité du système Epsilon. Sur la deuxième planète du système avait été envoyé un vaisseau spatial de reconnaissance dix ans auparavant ; ce vaisseau n'avait plus jamais donné signe de vie. Le vaisseau spatial Linus est commandé par Susan Lowell, dont la fille Ophélia, alors âgée de vingt mois, vient de mourir. Les deux récits se télescopent quand le lecteur comprend que les Tengarus ont sauvé Évangeline d'une mort certaine lorsque le vaisseau s'était écrasé dix ans auparavant et que les mystérieux extraterrestres qu'ils voient arriver sont les humains du Linus. Ces derniers découvrent que les Tengarus ne sont pas « réels » au sens où on l'entend habituellement : plusieurs millénaires avant le début de l'histoire, tous les membres de l'espèce Tengaru se sont réfugiés dans une réalité virtuelle, une sorte de gigantesque mémoire informatique. Leurs esprits ont été numérisés et stockés dans des buissons, qui forment une gigantesque base de données répartie sur l’ensemble de la planète. À la fin de la nouvelle, les humains ont pris contact avec les Tengarus ; Evangeline, à qui on a proposé de venir vivre une vie « réelle » à bord du Linus, a refusé de sortir du monde numérique ; Susan Lowell a fait transférer la mémoire de sa fille Ophélia dans le monde Tengaru, la rendant à la vie et la faisant devenir immortelle.

### La PAO c'est du gâteau!
- Auteur : Jacques Barbéri
- Situation dans le recueil : p. 85 à 91
- Résumé : La nouvelle est censée être une « Pub-test en direct aux troisièmes rencontres de médecine interactive de PCL3. Non retenu pour une disposition ultérieure », édité par la société Biosoft. Anton et Ada veulent avoir un enfant. Or on peut choisir le sexe de l’enfant grâce à la Procréation Assistée par Ordinateur (PAO). Anton a une visualisation des spermatozoïdes qui se dirigent actuellement vers l'ovule, et peut, à distance, détruire ceux qu'il souhaite ne pas atteindre l'ovule. Les spermatozoïdes portant le gêne Y (mâle) sont d'une couleur et ceux portant le gêne X (féminin) une autre. Comme Anton veut un garçon, il élimine les spermatozoïdes portant l'autre gêne, comme il jouerait à un jeu vidéo de type Space Invaders. À la fin de la scène, il réalise qu'il s'est trompé dans les couleurs et qu'il a favorisé les spermatozoïdes féminins : une voix-off explique alors qu'il a la possibilité d'éliminer l'ovule qui vient d'être fécondé par le spermatozoïde non souhaité. L'ovule explose en une gerbe de couleurs. « Avec Biosoft Inc., la PAO c'est du gâteau ! ».

### Les Derniers Lecteurs
- Auteur : Jean-Louis Trudel
- Situation dans le recueil : p. 93 à 140
- Résumé : La nouvelle présente une société dystopique en France, où le régime politique en place est la Sixième République, dirigée par la Nouvelle Union. Dans ce pays, on n'aime pas les Errants, et une police politique verrouille la société. La nouvelle évoque les vies de Greg et de Fatima, qui vivent dans cette France étrange et malsaine.

### Un jour dans la vie d'Angelina Westwood
- Auteur : Fabrice Colin
- Situation dans le recueil :
- Résumé :

### La Bonne Cause
- Auteur : Laurent Genefort
- Situation dans le recueil :
- Résumé :

### Gangrènes
- Auteur : Marc Sarrazy [2]
- Situation dans le recueil : p. 187 à 195
- Résumé : Cette nouvelle de neuf pages est difficilement résumable. L'auteur présente un monde dystopique dans lequel la population n'a plus accès à l'histoire de son pays ni aux bibliothèques publiques et où la propagande publicitaire scande les scènes de la vie quotidienne. Les hommes se sont enterrés dans des galeries d'où ils ne sortent plus, quasiment transformés en taupes ou en fourmis.

### Définissez: priorités
- Auteur : Sylvie Lainé
- Situation dans le recueil :
- Résumé :

### Opération veilleuse
- Auteur : Guillaume Thiberge
- Situation dans le recueil :
- Résumé :

### L'Enfer est froid pour ceux qui en reviennent
- Auteur : Thomas Day
- Situation dans le recueil :
- Résumé :

### Un bal sur Tempête
- Auteur : Dominique Warfa
- Situation dans le recueil :
- Résumé :

### Vermeil, vermeil
- Auteur : Johan Heliot
- Situation dans le recueil :
- Résumé :

### Le Mouton sur le penchant de la colline
- Auteur : Jean-Jacques Girardot
- Situation dans le recueil :
- Résumé :

### Les Couleurs de l'arc-en-ciel
- Auteur : Nathalie Mège
- Situation dans le recueil :
- Résumé :

### Surf temporel
- Auteur : Marie-Pierre Najman
- Situation dans le recueil :
- Résumé :

### La Cinquième Tribu
- Auteur : Francis Valéry
- Situation dans le recueil :
- Résumé :

### Le Tueur de cerfs-volants
- Auteur : Markus Leicht
- Situation dans le recueil :
- Résumé :

### La Barbe du prophète
- Auteur : Roland C. Wagner
- Situation dans le recueil :
- Résumé :

### Avatar
- Auteur : Joëlle Wintrebert
- Situation dans le recueil :
- Résumé :

### La Fin du Big Bang
- Auteur : Claude Ecken
- Situation dans le recueil :